# Anna Steenhauer
Anna Johanna Steenhauer (Leiden, 2 mei 1894 – aldaar, 5 april 1965) was een Nederlandse farmaceutisch scheikundige en toxicoloog. Zij werd in 1949 benoemd tot buitengewoon hoogleraar Toxicologie en Gerechtelijke Scheikunde aan de Universiteit Leiden en was een van de eerste vrouwelijke hoogleraren aan die universiteit.

## Levensloop
Anna Steenhauer was de dochter van Abraham Steenhauer (1863-1926) en Maria Hendrika Hackenberg (1870-1952).
In 1912 slaagde ze voor haar examen apothekers-assistent en in 1917 werd zij bevorderd tot apotheker. Van 1918 tot en met 1964 had zij een wetenschappelijke loopbaan aan de Universiteit Leiden. Haar leermeester en promotor was Leopold van Itallie, met wie zij vele (gerechtelijke) onderzoeken deed en artikelen publiceerde. Aan de universiteit had Anna Steenhauer aanvankelijk alleen een aanstelling als assistent en later als conservator. Op de pogingen van de universiteit om haar te benoemen tot lector ging het ministerie niet in. Na veel tegenwerking kreeg ze in 1949 een aanstelling als buitengewoon hoogleraar, terwijl er alles te zeggen was voor een gewoon hoogleraarschap.
Anna Steenhauer was van 1936 tot 1960 bestuurslid van de Stichting Fonds Dr. Catharina van Tussenbroek.
In publicaties zijn louter lovende woorden over haar persoon te vinden. Bij haar emeritaat werd bijvoorbeeld in het Pharmaceutisch Weekblad geschreven: “Het zal moeilijk zijn zich de Hugo de Grootstraat 32, Leiden voor te stellen zonder de figuur van mevrouw Steenhauer die voor generaties van farmaceuten aldaar tot een vast punt is geworden en die voor velen de band met het verleden vormde. In haar lange loopbaan heeft zij de kunst verstaan onderwijs te combineren met wetenschappelijk werk, eigen kennis en ervaring door te geven aan jongeren. Vriendelijkheid, bescheidenheid, medeleven met allen die te eniger tijd haar leerlingen waren – en hoevelen zijn dit er niet – behoren tot haar meest uitgesproken karaktertrekken. Voeg daarbij haar grote belezenheid op het terrein der farmaceutische wetenschap en haar gave om fouten van haar leerlingen weer snel te vergeten en men krijgt het beeld van de welhaast ideale docent. Is het dan te verwonderen, dat ieder die met haar in aanraking kwam, nog jaren later met waardering over haar spreekt met een gevoel van dankbaarheid voor wat zij hem of haar in het leven heeft meegegeven. Want behalve door haar kennis heeft zij ook door haar voorbeeld op velen inspirerend gewerkt.”
Anna Steenhauer bleef ongehuwd en heeft geen kinderen gekregen.

## Wetenschappelijke carrière

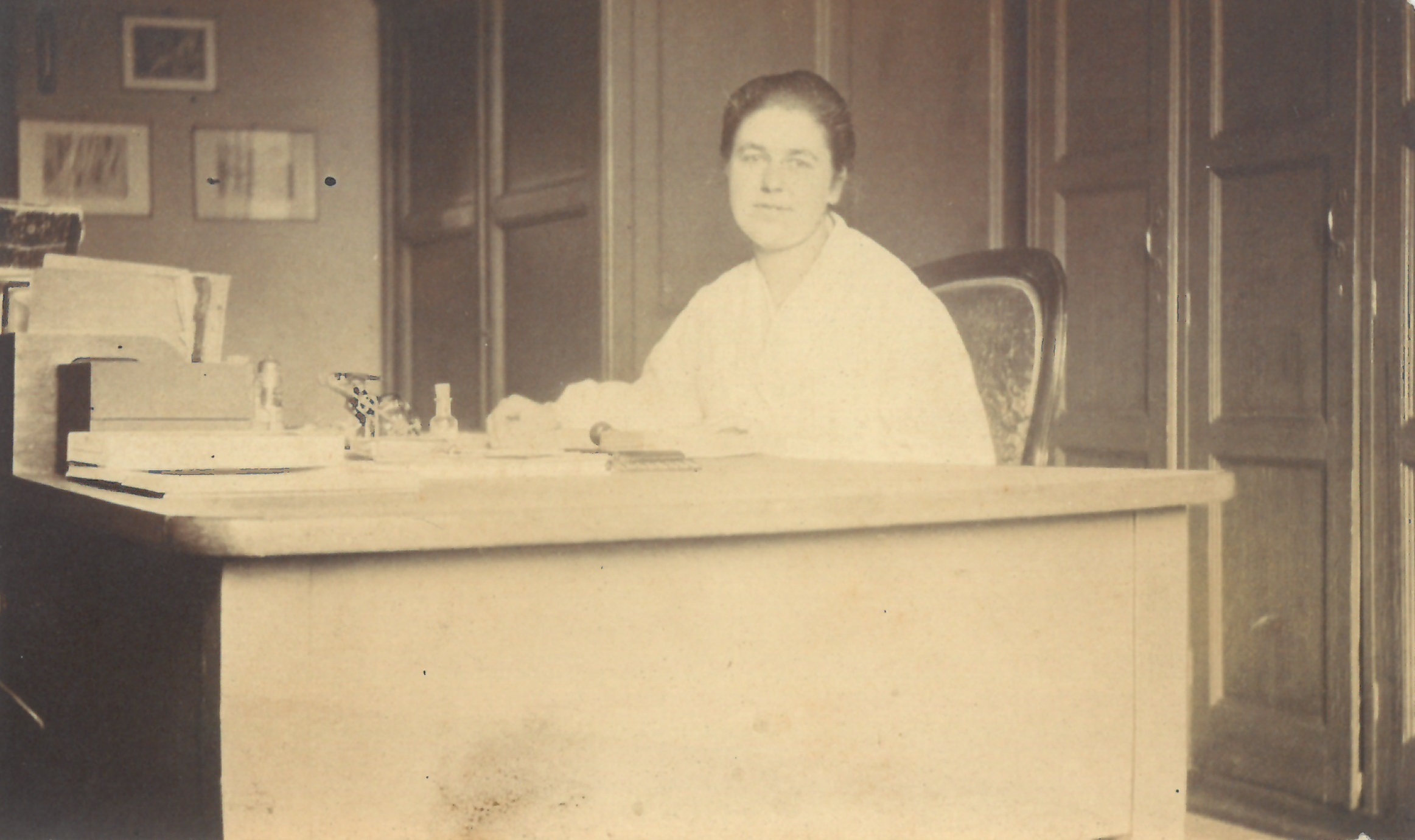

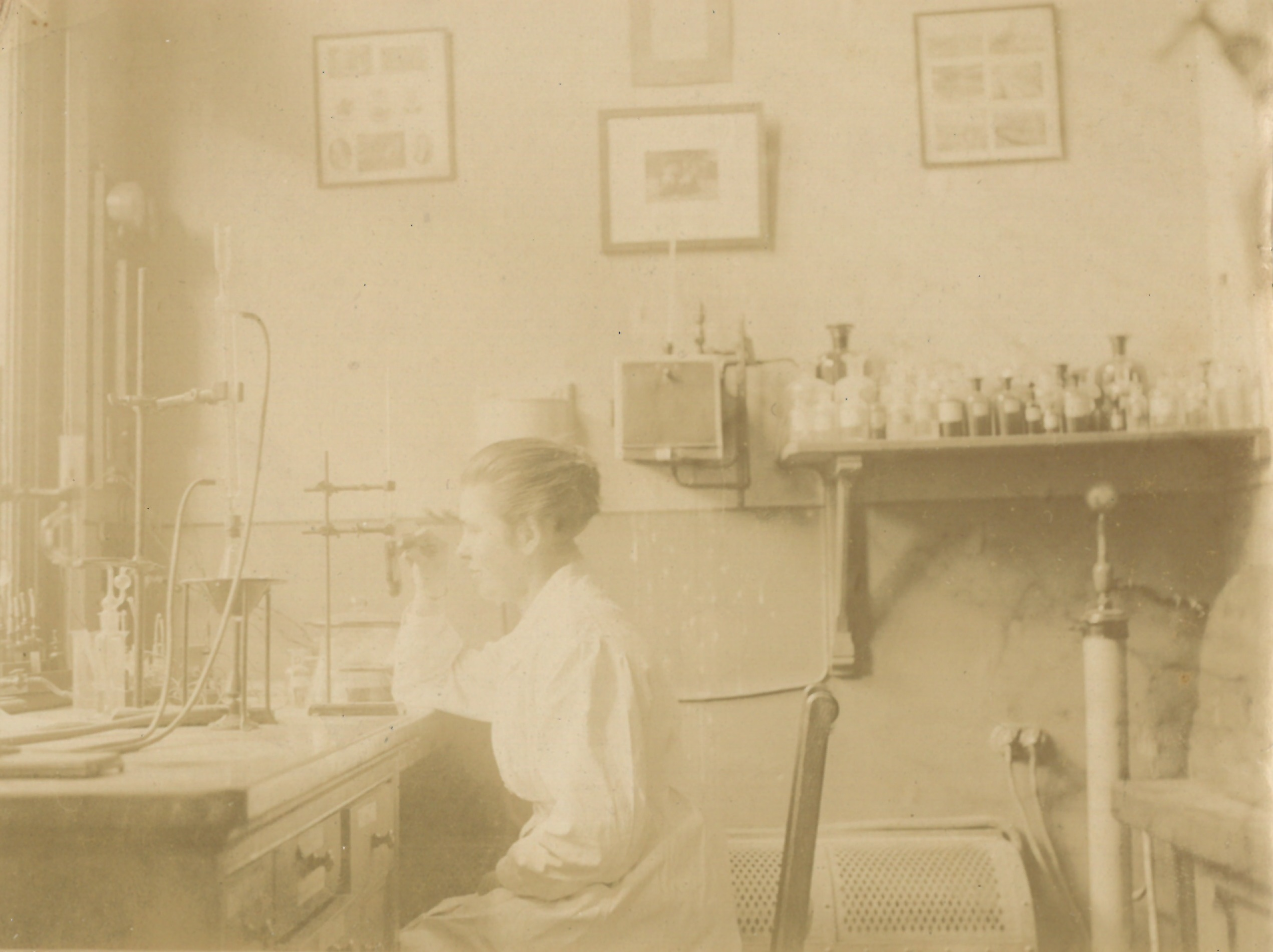

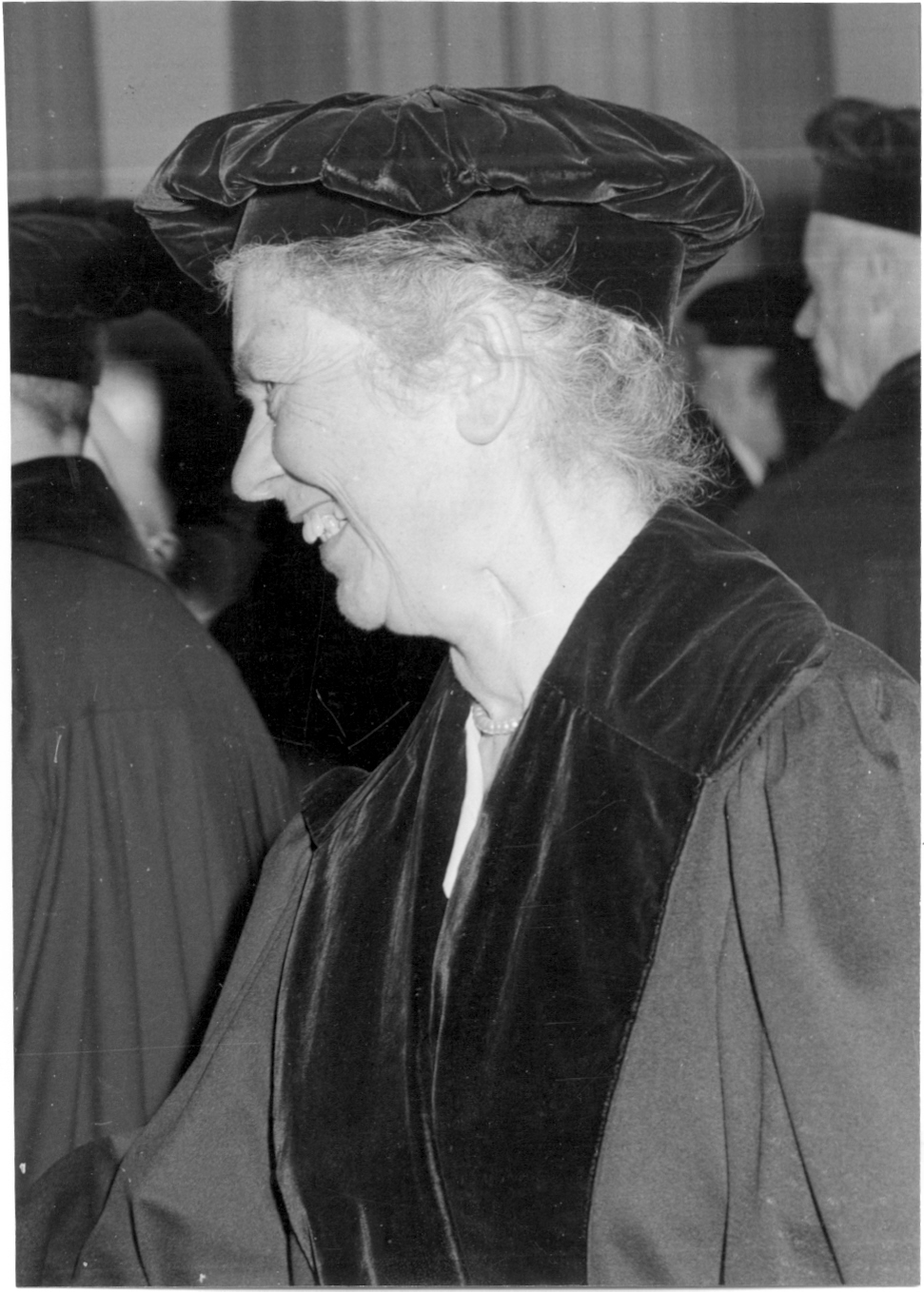

In 1918 werd zij benoemd tot assistent bij het Pharmaceutisch Laboratorium der Rijksuniversiteit Leiden en in 1919 tot hoofd-assistent.
In 1919 is zij aan de faculteit der wis- en natuurkunde bevorderd tot doctor in de artsenijbereidkunde op het proefschrift ‘Bijdrage tot de kennis van het geslacht Polygonum’.
Van de oprichting in 1920 tot aan de opheffing in 1963 was zij bestuurssecretaris van het Rijks-Instituut voor Pharmaco-therapeutisch Onderzoek (RIPTO) te Leiden.
In 1924 werd zij benoemd tot conservator bij het Pharmaceutisch Laboratorium der Rijksuniversiteit Leiden.
In 1926 werd zij toegelaten als privaatdocent voor onderwijs in de farmaceutische chemie.
In 1932 werd haar de persoonlijke titel verleend van lector Wis- en Natuurkunde.
In 1933 was zij medeoprichter van het Leidsch Criminologisch Instituut.
In 1937 is zij in plaats van met het onderwijs in de farmaceutische scheikunde belast met het onderwijs in de vergiftleer. In 1943 is de onderwijsopdracht gewijzigd in Pharmacie. In 1946 is de onderwijsopdracht beëindigd.
In 1949 is zij benoemd tot buitengewoon hoogleraar in de toxicologie en de gerechtelijke scheikunde. Op 3 juni 1949 hield zij haar oratie met de titel ‘Hedendaagsche vergiftigingen en hare opsporing’.
In 1957 heeft zij ter gelegenheid van haar 40-jarig apothekersjubileum de penning der KNMP uitgereikt gekregen door voorzitter J. van den Berg wegens uitzonderlijke verdiensten.
In 1962 was zij bestuurslid van de Afdeling Klinisch Geneesmiddelenonderzoek van TNO.
In 1964 is zij met emeritaat gegaan vanwege het bereiken van de pensioen-verplichte leeftijd. Op zaterdag 4 juli 1964 vond de afscheidsreceptie plaats in het Snouck Hurgronjehuis.

## Getuige-deskundige
Anna Steenhauer heeft in vele rechtszaken opgetreden als getuige-deskundige. Na het aftreden van prof. Van Itallie was zij vrijwel de enige toxicoloog aan wie het onderzoek van grote vergiftigingszaken werd opgedragen. Dit bleef zo tot aan de oprichting van het Gerechtelijk Laboratorium van het Departement van Justitie. Zaken waarover veel werd geschreven, zijn de zaak-Van Oudheusden (1930), Naundorff (1950) en de Berkelse moordzaak (1954).

## Publicaties van Steenhauer
- Het desinfectereerend vermogen van ortho-, meta- en para-kresol en van kwikoxycyanide. Pharm. Weekbl. 53, 680 (1916).
- met L. van Itallie: Analyse van adipocire (lijkenwas). Pharm. Weekblad 54, 121 (1917).
- Bijdrage tot de kennis van het geslacht Polygonum. Proefschrift Leiden(1919).
- Bijdrage tot de kennis van het geslacht Polygonum. Autoreferaat naar het gelijknamig proefschrift. Pharm. Weekbl. 56, 1084 (1919).
- Contribution à l’étude du genre Polygonum. J. de Pharm. Et de Chimie VIIe Série, T. 22, 6 en 53 (1920).
- met L. van Itallie: Opsporing en quantitatieve bepaling van veronal. Pharm. Weekbl. 58, 1062 (1921).
- met C. Bakker: De waterbepaling van levensmiddelen. Pharm. Weekbl. 59, 704 (1922).
- met L. van Itallie: Onderzoek van den bast van Tiliacora acuminata Miers. Pharm. Weekbl. 59, 1381 (1922).
- met L. van Itallie: Microchemische reacties ter onderscheiding van p.-oxyphenylaethylamine (tyramine) en ß-imidazolylaethylamine (histamine). Pharm. Weekbl. 62, 429 (1925).
- met L. van Itallie: Rottingsstoffen bij toxicologisch onderzoek. Pharm. Weekbl. 62, 446 (1925).
- met L. van Itallie: Deux ptomaïnes rencontrées à l’occasion de recherches toxicologiques. J. de Pharm. Et de Chimie VIIIe Série, T. 1. 532 (1925).
- met L. van Itallie: Smalarina Cremonese: Ce qu'on en pense aux Pays-Bas & aux Indes Néerlandaises. Amsterdam: Bureau pour l'Encouragement à l'Emploi de la Quinine (1925).
- met L. van Itallie: Myrrhis odorata Scop. en de microchemische opsporing van anijszuur. Pharm. Weekbl. 63, 4 (1926).
- Professor Dr. L. van Itallie 1886 – 1926. Pharm. Weekbl. 63, 781 (1926).
- met L. van Itallie: Papavervruchten en papaverstroop in verband met vergiftigingen. Pharm. Weekbl. 64, 902 (1927).
- met L. van Itallie: Vanilline en piperonal als reagentia op alkaloïden. Pharm. Weekbl. 64, 924 (1927).
- met L. van Itallie: Vanillin und Piperonal als Reagenzien auf Alkaloide. Archiv der Pharmazie 265, 696 (1927).
- met L. van Itallie: Fructus Papaveris und Sirupus Papaveris in Beziehung zu Vergiftungen. Archiv der Pharmazie 265, 698 (1927).
- Ontleding van medicaloplossingen bij sterilisatie. Pharm. Weekbl. 64, 1154 (1927).
- met L. van Itallie: Barnsteenzuur als rottingsstof in lijkdeelen. Pharm. Weekbl. 66, 14 (1929).
- met L. van Itallie en A. Harmsma: De Waardebepaling van Nitris aethylicus cum Spiritu. Pharm. Weekbl. 66, 15 (1929).
- Zum Nachweis von Thallium. Mikrochemie 7, 315 (1929), Pregt-Festschrift.
- met P.H.G. van Gilse, E. Laqueur en L.K. Wolff: De cocaïne en hare vervangmiddelen als oppervlakteanaesthetica. Monografie Rijks-Instituut voor Pharmaco-therapeutisch Onderzoek, Leiden (1929).
- met L. van Itallie: Microchemische herkenning van barbituurzuurverbindingen. Pharm. Weekbl. 67, 977 (1930).
- met L. van Itallie: Medizinale Somnifen-Vergiftungen. Samml. von Vergiftungsfällen 1, 99 (1930).
- met L. van Itallie: Mikrochemische Erkennung einiger Barbitursäureverbindungen. Mikrochemie 8, 166 (1930), Emich-Festschrift.
- met L. van Itallie: Over Rauwolfia Serpentina Benth. Pharm. Weekbl. 69, 334 (1932).
- met L. van Itallie: Tödliche medizinale Novocain-Adrenalin-Vergiftung. Samml. von Vergiftungsfällen 3, 63 (1932).
- met L. van Itallie: Tödliche Kohlenoxyd-Vergiftung in einer Leuchtgasfabrik. Samml. von Vergiftungsfällen 3, 111 (1932).
- met L. van Itallie: Dial-Vergiftung (Selbstmord). Samml. von Vergiftungsfällen 3, 141 (1932).
- met L. van Itallie: Rauwolfia Serpentina Benth. Archiv der Pharmazie 270, 313 (1932).
- De micro-koperpyridine-reactie op enkele organische zuren. Pharm. Weekbl. 72, 667 (1935).
- Professor Dr. L. van Itallie 1907 – 1936. Pharm. Weekbl. 73, 865 (1936).
- met L. van Itallie: Een sub-acute arsenicumvergiftiging. Pharm. Weekbl. 74, 231 (1937).
- met J.J.L. Zwikker: Over de verdeling van veronal in de hersenen bij een acute veronalvergiftiging. Pharm. Weekbl. 77, 2 (1940).
- met J.J.L. Zwikker: De verdeling van morphine in het organisme bij een subcutane morphinevergiftiging. Pharm. Weekbl. 79, 241 (1942).
- Gerechtelijk-scheikundige onderzoekingen in de oorlogsjaren, Pharm. Weekbl. 81, 297 (1946).
- met J.P.L. Hulst en D.L. Kedde: Dodelijke vergiftiging met dichlooraethaan. Ned. T. voor Geneeskunde 90, 406 (1946).
- met D.L. Kedde: Het fluorgehalte van lijkdelen na een vergiftiging met natriumfluoorsilicaat. Pharm. Weekbl. 82, 422 (1947).
- Hedendaagse vergiftigingen en hare opsporing. Oratie Leiden (1949).
- In memoriam Prof. Dr. van Itallie. Pharm. Weekbl. 87, 381 (1952).
- Over Reserpine, een alkaloïde uit Rauwolfia serpentina Benth. Pharm. Weekbl. 89, 161 en 617 (1954).
- In memoriam Mej. Dr. A. Harmsma. Pharm. Weekbl. 89, 387 (1954).
- De alkaloïden van Rauwolfia serpentina Benth. Pharm. Weekbl. 91, 216 (1956).
- met N. Hornbostel: Bromisoval-vergiftiging met dodelijke afloop. Pharm. Weekbl. 95, 691 (1960).
- Rottingsstoffen bij toxicologisch onderzoek. Pharm. Weekbl. 100, 551 (1965).

## Publicaties over Steenhauer
- L. VAN ITALLIE, Personalia, benoeming Prof. Dr. A.J. Steenhauer tot buitengewoon hoogleraar. Pharm. Weekbl. 84, 154-156 (1949).
- Redactioneel artikel bij het emeritaat van Prof. Steenhauer: Prof. Dr. A.J. Steenhauer 70 jaar, Pharm. Weekbl. 99, 501-503 (1964).
- H.A. BOSMAN-JELGERSMA, In memoriam Prof. Dr. A.J. Steenhauer. Pharm. Weekbl. 100, 549-550 (1965).

- Author citation (botany): Steenh.
- International Standard Name Identifier: 0000 0003 8871 2581
- Nederlandse Thesaurus van Auteursnamen: 107320320
- Virtual International Authority File: 281916916
- WorldCat: E39PBJf4bFJYqKtcxwPfgRkVYP